# Liste der Baudenkmale in Nostorf
In der Liste der Baudenkmale in Nostorf sind alle Baudenkmale der Gemeinde Nostorf (Landkreis Ludwigslust-Parchim) und ihrer Ortsteile aufgelistet (Stand: Januar 2021).

## Nostorf
| ID | Lage                   | Bezeichnung             | Beschreibung | Bild                    |
| -- | ---------------------- | ----------------------- | --- | ----------------------- |
|    | Hauptstraße 20 (Karte) | Hallenhaus              | | Hallenhaus              |
|    | (Karte)                | Kirche mit Trockenmauer | Neugotische Dorfkirche von um 1863 mit Backsteinturm von 1904; von 1999 bis 2006 saniert; Friese - Orgel von 1890. Vorgängerkapelle von 1483. | Kirche mit Trockenmauer |
|    | Hauptstraße/Spielplatz | Trafostation            | |                         |